# Liga ASOBAL
Liga ASOBAL este o ligă profesionistă de handbal din Spania. Cele mai populare echipe sunt Barcelona și Ciudad Real.

Cei mai faimoși jucători care au jucat în Liga ASOBAL sunt Jackson Richardson, Talant Duișebaev, Staffan Olsson, Mihail Iakimovici, Oleg Kiselev, Alberto Urdiales, Mateo Garralda, Enric Masip, Iñaki Urdangarin, David Barrufet, Kristian Kjelling , Petar Metličić, Ivano Balić, Juanin García, Mats Olsson, David Davis, Raul Entrerrios, Alberto Entrerrios, și mulți alții.

## Campioane

### Campionii División de Honor
| An   | Echipă          |
| 1959 | BM Granollers   |
| 1960 | BM Granollers   |
| 1961 | BM Granollers   |
| 1962 | Not Played      |
| 1963 | Not Played      |
| 1964 | Atlético Madrid |
| 1965 | Atlético Madrid |
| 1966 | BM Granollers   |
| 1967 | BM Granollers   |
| 1968 | BM Granollers   |
| 1969 | FC Barcelona    |
| 1970 | BM Granollers   |
| 1971 | BM Granollers   |
| 1972 | BM Granollers   |
| 1973 | FC Barcelona    |
| 1974 | BM Granollers   |

| An   | Echipă             |
| 1975 | CB Calpisa         |
| 1976 | CB Calpisa         |
| 1977 | CB Calpisa         |
| 1978 | CB Calpisa         |
| 1979 | Atlético Madrid    |
| 1980 | FC Barcelona       |
| 1981 | Atlético Madrid    |
| 1982 | FC Barcelona       |
| 1983 | Atlético Madrid    |
| 1984 | Atlético Madrid    |
| 1985 | Atlético Madrid    |
| 1986 | FC Barcelona       |
| 1987 | Elgorriaga Bidasoa |
| 1988 | FC Barcelona       |
| 1989 | FC Barcelona       |
| 1990 | FC Barcelona       |

### Campionii ligii ASOBAL
| An   | Echipă             |
| 1991 | FC Barcelona       |
| 1992 | FC Barcelona       |
| 1993 | GD Teka            |
| 1994 | GD Teka            |
| 1995 | Elgorriaga Bidasoa |
| 1996 | FC Barcelona       |
| 1997 | FC Barcelona       |
| 1998 | FC Barcelona       |
| 1999 | FC Barcelona       |
| 2000 | FC Barcelona       |
| 2001 | CB Ademar León     |

| Year | Team                 |
| 2002 | Portland San Antonio |
| 2003 | FC Barcelona         |
| 2004 | BM Ciudad Real       |
| 2005 | Portland San Antonio |
| 2006 | FC Barcelona         |
| 2007 | BM Ciudad Real       |
| 2008 | BM Ciudad Real       |
| 2009 | BM Ciudad Real       |
| 2010 | BM Ciudad Real       |

### Titluri pe echipă
- 17 titluri: FC Barcelona Handbol.
- 10 titluri: BM Granollers.
- 7 titluri: BM Atlético Madrid.
- 5 titluri: BM Ciudad Real.
- 4 titluri: CB Calpisa.
- 2 titluri: Teka Cantabria, CD Bidasoa și Portland San Antonio.
- 1 titlu: CB Ademar León.

## Clasificare 2008/09
- 2007/2008
- 2006/2007
- 2005/2006
- 2004/2005

|    | Team                   | P  | W  | D | L  | G+   | G-  | Dif  | Pts |
| -- | ---------------------- | -- | -- | - | -- | ---- | --- | ---- | --- |
| 1  | Ciudad Real            | 30 | 28 | 0 | 2  | 1010 | 764 | 246  | 56  |
| 2  | Barcelona Borges       | 30 | 26 | 0 | 4  | 963  | 777 | 186  | 52  |
| 3  | Pevafersa Valladolid   | 30 | 22 | 2 | 6  | 948  | 863 | 85   | 46  |
| 4  | Portland San Antonio   | 30 | 21 | 2 | 7  | 904  | 859 | 45   | 44  |
| 5  | Reale Ademar           | 30 | 20 | 2 | 8  | 904  | 824 | 80   | 42  |
| 6  | Fraikin Granollers     | 30 | 16 | 2 | 12 | 910  | 853 | 57   | 34  |
| 7  | Naturhouse La Rioja    | 30 | 11 | 8 | 11 | 865  | 889 | -24  | 30  |
| 8  | CAI BM Aragón          | 30 | 11 | 5 | 14 | 875  | 882 | -7   | 27  |
| 9  | Octavio Pilotes Posada | 30 | 12 | 2 | 16 | 866  | 900 | -34  | 26  |
| 10 | Antequera 2010         | 30 | 10 | 6 | 14 | 803  | 823 | -20  | 26  |
| 11 | Arrate                 | 30 | 8  | 5 | 17 | 808  | 849 | -41  | 21  |
| 12 | Torrevieja             | 30 | 8  | 5 | 17 | 841  | 885 | -44  | 21  |
| 13 | Cuenca 2016            | 30 | 8  | 4 | 18 | 849  | 941 | -92  | 20  |
| 14 | Alcobendas             | 30 | 7  | 1 | 22 | 788  | 867 | -79  | 15  |
| 15 | Teucro                 | 30 | 6  | 3 | 21 | 813  | 933 | -120 | 15  |
| 16 | Keymare Almería        | 30 | 2  | 1 | 27 | 728  | 966 | -238 | 5   |

|  | Liga Campionilor EHF Masculin     |
|  | EHF Cup Winners' Cup              |
|  | Cupa EHF Masculin                 |
|  | Retrogradată în División de Plata |

## Echipele pentru sezonul 2009–10
- Alcobendas
- Antequera 2010
- Arrate
- Barcelona Borges
- CAI BM Aragón
- Ciudad Real
- Cuenca 2016
- Fraikin BM Granollers
- Frigoríficos del Morrazo
- Lábaro Toledo
- Naturhouse La Rioja
- Octavio Pilotes Posada
- Pevafersa Valladolid
- Reyno de Navarra S.A.
- Reale Ademar León
- Torrevieja

- Promovatele din División de Plata:
  - Lábaro Toledo
  - Frigoríficos del Morrazo

- Retrogradatele din División de Plata:
  - SD Teucro
  - Keymare Almería